# Lunel-Viel
Lunel-Viel is een gemeente in het Franse departement Hérault (regio Occitanie). De plaats maakt deel uit van het arrondissement Montpellier. Lunel-Viel telde op 1 januari 2022 4.497 inwoners.

## Geografie
De oppervlakte van Lunel-Viel bedroeg op 1 januari 2022 11,97 vierkante kilometer; de bevolkingsdichtheid was toen 375,7 inwoners per km².

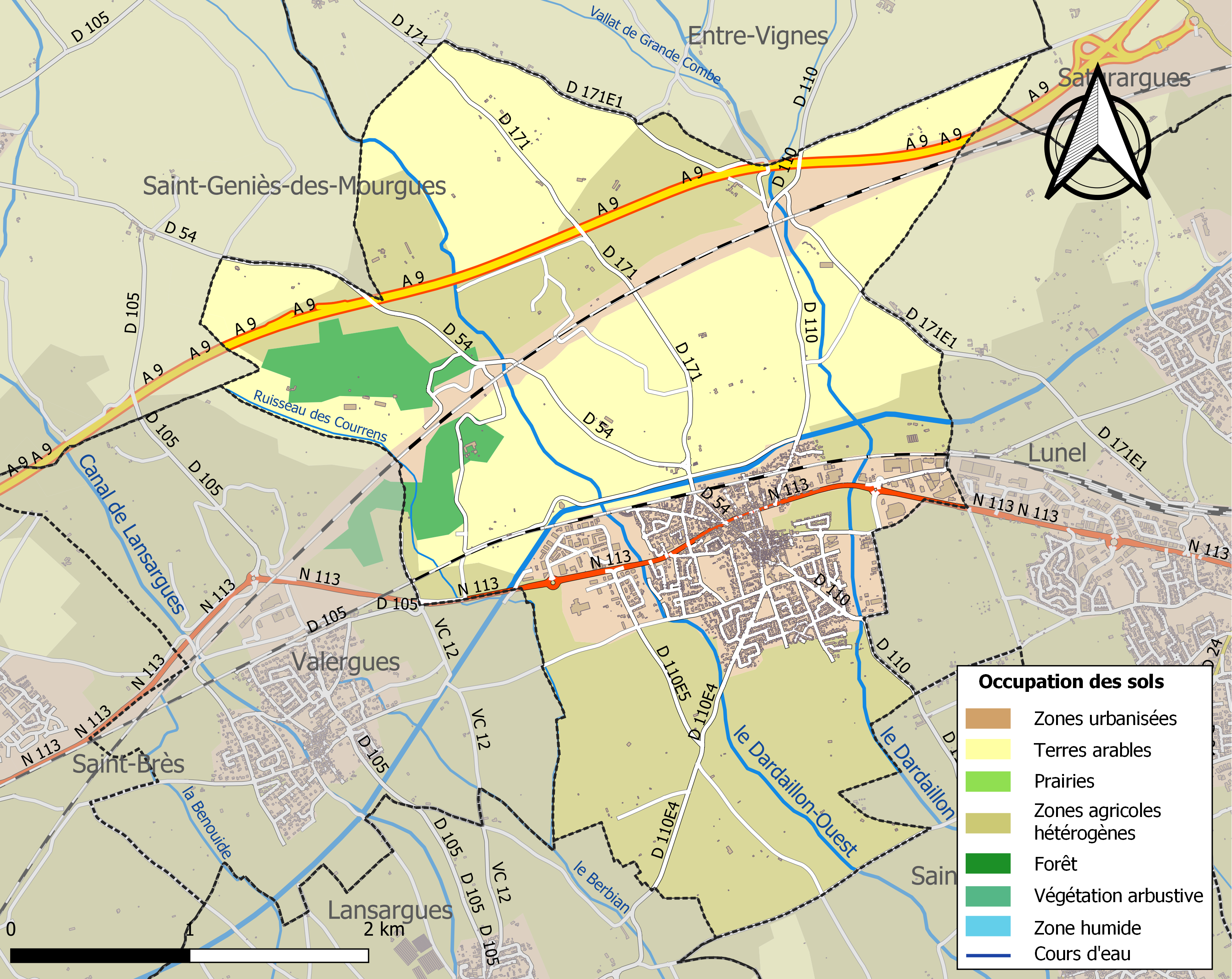
Kaart van de gemeente met belangrijkste infrastructuur, bodemgebruik en omliggende gemeenten

## Demografie
Onderstaande figuur toont het verloop van het inwonertal (bron: INSEE-tellingen).

## Geboren in Lunel-Viel
- Georges Rouquier (1909-1989), Frans filmregisseur